# Eleições gerais na África do Sul em 2019
As eleições gerais foram realizadas na África do Sul em 8 de maio de 2019 para eleger um novo Presidente, Assembleia Nacional e legislaturas provinciais em cada província. Estas foram as sextas eleições realizadas desde o fim do apartheid em 1994 e determinaram quem se tornaria o próximo presidente da África do Sul.
O atual presidente Cyril Ramaphosa liderou o Congresso Nacional Africano, com o partido tentando manter seu status de maioria e garantir a Ramaphosa um mandato completo como presidente; seu antecessor, Jacob Zuma, renunciou ao cargo em 14 de fevereiro de 2018. Zuma já era inelegível para um terceiro mandato, já que a Constituição sul-africana limita um presidente a cumprir no máximo dois mandatos de cinco anos.
A eleição para a Assembleia Nacional foi vencida pelo governante Congresso Nacional Africano (ANC), mas com uma maioria reduzida de 57,50%, abaixo dos 62,15% nas eleições de 2014. Esta foi também a menor parcela de votos do ANC desde a eleição após o fim do apartheid em 1994, onde obteve 62,65% do total de votos. A oposição oficial Aliança Democrática (DA) caiu de 22,23% para 20,77%, enquanto os Combatentes da Liberdade Econômica (EFF) cresceram significativamente, passando de 6,35% para 10,80%.
Oito das nove legislaturas provinciais foram vencidas pelo ANC, embora tenha perdido sua maioria de dois terços no Conselho Nacional de Províncias pela primeira vez desde 1994.

## Sistema eleitoral
A África do Sul tem um sistema de governo parlamentar; a Assembleia Nacional é composta por 400 deputados eleitos por representação proporcional de lista fechada. Duzentos membros são eleitos a partir de listas partidárias nacionais; os outros 200 são eleitos a partir de listas partidárias provinciais em cada uma das nove províncias. Os 200 assentos provinciais são divididos entre as províncias com base na população, variando de 5 assentos no Cabo Setentrional a 48 assentos em Gauteng, a partir desta eleição. O método do maior resto e a cota Droop são usados para alocar assentos nos níveis provincial e nacional. O Presidente da África do Sul é eleito pela Assembleia Nacional após a eleição.
As legislaturas provinciais, que variam em tamanho de 30 a 80 membros, também são eleitas por representação proporcional com listas fechadas, usando o mesmo método que a alocação provincial nas eleições nacionais.

## Data de eleição
O mandato da Assembleia Nacional é de cinco anos. A eleição geral anterior realizou-se a 7 de maio de 2014, e o mandato da Assembleia Nacional terminou, portanto, a 6 de maio de 2019, mas a Assembleia Nacional manteve-se competente para funcionar desde o momento em que se dissolve, ou termina o seu mandato, até à um dia antes do primeiro dia de votação para a próxima Assembleia Nacional.
Em 7 de fevereiro de 2019, enquanto o presidente Cyril Ramaphosa fazia o discurso anual do Estado da Nação perante o Parlamento, ele anunciou que as eleições nacionais e provinciais seriam realizadas na quarta-feira, 8 de maio de 2019.

## Recenseamento eleitoral

### Eleitores locais
Após o registro de janeiro de 2019, a comissão anunciou que mais de 700.000 novos eleitores haviam se registrado no fim de semana de registro de janeiro. Isso elevou o total combinado de novos eleitores para mais de 1,1 milhão e o número total de eleitores na lista de eleitores para 26.727.921.

### Eleitores internacionais
O recenseamento eleitoral para todos os sul-africanos que vivem no estrangeiro decorreu de 1 a 4 de fevereiro de 2019. O registro ocorreu durante o horário de expediente em todas as 120 missões diplomáticas da África do Sul. Em 14 de março de 2019, a Comissão Eleitoral Independente confirmou que 30.532 eleitores sul-africanos no exterior se inscreveram para serem incluídos nas eleições, das quais 29.334 foram aprovadas.
O governante Congresso Nacional Africano (ANC) detém a maioria dos assentos na Assembleia Nacional desde 1994, sendo reeleito com maiorias crescentes em 1999 e 2004, e com uma ligeira queda em sua maioria em 2009 e 2014. O ANC é liderado por Cyril Ramaphosa, que foi eleito para um mandato de cinco anos como presidente do Congresso Nacional Africano. David Mabuza foi eleito Vice-Presidente do ANC, sucedendo a Ramaphosa.
Em 14 de fevereiro de 2018, Zuma renunciou ao cargo de presidente da África do Sul, levando Ramaphosa, como vice-presidente, a sucedê-lo como presidente interino e cumprir o restante do mandato de Zuma. Ramaphosa foi eleito presidente em 15 de fevereiro de 2018.
A oposição oficial Aliança Democrática (DA) foi liderada por Helen Zille. Ela anunciou em 12 de abril de 2015 que não estava concorrendo à reeleição.
No Congresso Federal de 2015 do partido em Port Elizabeth, Mmusi Maimane foi eleito líder do DA, sucedendo à então líder Helen Zille. Ele derrotou Wilmot James, ganhando cerca de 90% dos votos. Ele se tornou o primeiro sul-africano negro a liderar o DA, bem como seu líder mais jovem até o momento. Nas eleições municipais de 2016, o partido ganhou apoio significativo e controle dos municípios em toda a África do Sul, assumindo o controle da maioria dos conselhos do Cabo Ocidental. O partido aumentou sua maioria na Cidade do Cabo. Eles perderam o controle do município de Nelson Mandela Bay em agosto de 2018, depois que um voto de desconfiança derrubou o governo do DA. O DA realizou seu Congresso Federal de 7 a 8 de abril de 2018 em Pretória. Mmusi Maimane foi reeleito sem oposição como líder para mais um mandato.
O Economic Freedom Fighters (EFF) é um partido dissidente do ANC que foi formado em julho de 2013 pelo líder expulso da Liga da Juventude do ANC, Julius Malema, assumindo uma forte posição anti-ANC dentro de sua plataforma econômica de extrema esquerda, como pedir a expropriação de terras sem compensação e nacionalização das minas da África do Sul e do South African Reserve Bank. O partido disputou suas primeiras eleições gerais em 2014 e conquistou apoio em toda a África do Sul, obtendo um total de 25 assentos na Assembleia Nacional.
O Partido da Liberdade Inkatha (IFP) foi liderado por Mangosuthu Buthelezi. O apoio do partido diminuiu desde 2004 devido a disputas internas do partido. O partido ganhou municípios e apoio em seu reduto de KwaZulu-Natal nas eleições municipais de 2016.

## Partidos políticos concorrendo
A Comissão Eleitoral da África do Sul (IEC) anunciou em 20 de março de 2019 que um número recorde de 48 partidos havia registrado candidatos para as eleições parlamentares nacionais. São mais 19 partidos que disputaram as eleições nacionais de 2014.
O código de conduta eleitoral foi assinado no Centro de Convenções Gallagher em Midrand, Gauteng, em 20 de março de 2019. No ato de assinatura foi realizado um sorteio em que o Congresso Africano de Segurança ganhou o direito de figurar no topo do boletim de voto.
Novos partidos notáveis que contestaram as eleições incluem:
- Black First Land First (BLF) é um controverso partido político nacionalista negro de extrema-esquerda. O partido é dirigido por seu fundador e membro expulso da EFF, Andile Mngxitama. Mngxitama foi expulso do EFF em abril de 2015 e posteriormente perdeu sua filiação à Assembleia Nacional. Ele fundou o partido em outubro de 2015, junto com outros membros descontentes da EFF. Os líderes do partido e seus membros foram criticados e condenados por fazer comentários racialmente insensíveis que pedem a morte de sul-africanos brancos.[26] O partido lançou seu manifesto em 6 de abril de 2019.[27]
- O ex-membro do Parlamento descontente do ANC, Makhosi Khoza, fundou o partido político African Democratic Change (ADeC) em dezembro de 2017. Ela anunciou em abril de 2018 que estava se aposentando da política.[28][29][30] Posteriormente, ela renunciou à OUTA em março de 2019.[31]
- Patricia de Lille, ex-prefeita da Cidade do Cabo e membro do DA, formou o partido político Good em dezembro de 2018. O partido está registrado na Comissão Eleitoral da África do Sul e disputou as eleições de 2019.[32] O partido lançou seu manifesto em 5 de fevereiro de 2019.[33]
- Em 13 de dezembro de 2018, o ex-COO da SABC, Hlaudi Motsoeneng, juntou-se ao cenário político do país e lançou um novo grupo político chamado Movimento de Conteúdo Africano (ACM). O partido lançou seu manifesto em 6 de abril de 2019.[34]
- O African Transformation Movement (ATM) é um partido político formado em outubro de 2018. É liderado por Vuyolwethu Zungula. O ex-presidente provincial da Aliança Democrática do Cabo Oriental, Veliswa Mvenya, desertou para o partido e tornou-se o presidente provincial do partido.[35][36]
- O Partido Capitalista da África do Sul (ZACP) é um partido político que foi lançado em 17 de março de 2018. Foi fundada por dez pessoas que se descrevem como "disruptores positivos" e que acreditam que o pensamento inovador pode encontrar soluções para muitos dos problemas da África do Sul. O novo partido político tem uma vaca roxa como logotipo.[37]
- O Partido da Terra é liderado por Gcobani Ndzongana. O partido surgiu dos protestos por acesso à terra e moradia em Zwelihle, Hermanus, em 2018. O partido lançou seu manifesto em 21 de março de 2019.[38]

## Questões

### Corrupção
A corrupção dentro do governo e nas empresas estatais foi uma questão eleitoral significativa com os três maiores partidos fazendo campanha sobre o assunto. O ANC prometeu combater a corrupção dentro do governo e de seu próprio partido.
O promotor queria impor uma sentença padrão de 15 anos de prisão para qualquer um que fosse pego cometendo corrupção e estabelecer uma nova unidade anticorrupção na Autoridade Nacional do Ministério Público para investigar políticos e funcionários do governo envolvidos em má conduta. A EFF propôs emendar a constituição para tornar o Ministério Público responsável perante o Parlamento, em vez do Governo Nacional.

### Reforma agrária
A reforma agrária também foi um dos principais temas de campanha dos três maiores partidos políticos. O ANC prometeu acelerar a redistribuição por meio da expropriação de uma forma que não impactasse negativamente a segurança alimentar. A campanha da EFF para a propriedade estatal de todas as terras e a abolição dos aluguéis, enquanto a DA fez campanha para fortalecer os direitos de propriedade, mas ao mesmo tempo implementou um programa de reforma agrária que aumenta o acesso à propriedade da terra.

### Crescimento econômico
O ANC anunciou que faria do crescimento econômico e da redução do desemprego as principais questões de campanha do partido durante a eleição. Um foco particular do ANC foi o desemprego juvenil com a promessa de criar 275.000 novos empregos por ano durante cinco anos. Outros partidos também se concentraram na criação de empregos com o DA prometendo reformas econômicas para incentivar o crescimento e promover o crescimento de pequenas empresas. O líder federal da DA, Mmusi Maimane, defendeu um emprego em todos os lares, enquanto o EFF prometeu zonas econômicas especiais para atrair investimentos estrangeiros.

### Crime
Vários partidos fizeram campanha sobre a questão do crime e como lidar com ele. O ANC prometeu fortalecer a força policial por meio de melhor treinamento e recrutamento de mais policiais, ao mesmo tempo em que se concentra em lidar com a violência de gênero. A EFF prometeu sentenças mais duras para os infratores e expandir muito a força policial.
O Inkatha Freedom Party, African Covenant e o African Transformation Movement (ATM) fizeram campanha pelo retorno da pena de morte.

### Crise de eletricidade
Os blecautes contínuos de eletricidade causados por problemas prolongados e contínuos resultantes da má administração e corrupção na concessionária estatal Eskom foi uma questão eleitoral em que a Aliança Democrática fez campanha contra o atual ANC. O presidente do ANC, Cyril Ramaphosa, disse que a África do Sul superaria a crise de eletricidade.

## Eventos

### Protestos de entrega de serviço nacional
No início de abril de 2019, vários protestos de prestação de serviços ocorreram em Alexandra e Tshwane. Os protestos foram apoiados pelo sindicato SAFTU que convocou outras áreas da província a juntarem-se aos protestos. Em 11 de abril de 2019, os protestos se espalharam para áreas de outras grandes cidades do resto do país. O DA e a EFF acusaram o ANC de instigar os protestos de Alexandra como uma tática eleitoral na corrida para a eleição em maio, enquanto o ANC acusou o DA de não prestar serviços efetivamente às comunidades protestantes. O promotor fez uma contra-acusação de que a governança do ANC nessas áreas, dois anos antes, foi a causa principal da má prestação de serviços em Alexandra.

### Acusações de influência russa
Pouco antes da conclusão das eleições, foram publicadas na mídia sul-africana acusações de operações de influência russa nas eleições. Os jornais Daily Maverick e Guardian relataram que o associado de Putin, Yevgeny Prigozhin, trabalhou para aumentar o apoio ao ANC e minar o apoio ao DA e EFF. O relatório do Daily Maverick e do Dossier Center afirmou que a análise política russa trabalhou "sob os auspícios do Afric e do International Anti-Crisis Center" para conduzir uma campanha de compra de influência e desinformação. A embaixada russa na África do Sul negou a acusação e afirmou que a acusação "não resiste ao escrutínio básico".

## Votação

### Dia de votação
A votação ocorreu de forma relativamente tranquila em 22.925 postos de votação na África do Sul. As urnas foram abertas às 19h. Pelas 11h30, o IEC anunciou que 17 postos de votação não haviam sido abertos, dos quais 14 estavam localizados no KwaZulu-Natal . Um total de 5 estações de votação não estavam operacionais no dia da votação. A Comissão culpou a contínua agitação da comunidade pelo descarrilamento das operações eleitorais. As urnas fecharam e a contagem começou às 21h.

## Pesquisas de opinião
| Instituto             | Data                      | Amostra       | ANC  | DA   | EFF  | Outros | Não sabe |
| --------------------- | ------------------------- | ------------- | ---- | ---- | ---- | ------ | -------- |
| 2019 election results | 8 May 2019                | N/A           | 57.5 | 20.8 | 10.8 | 10.9   | N/A      |
| Intellidex            | 2 May 2019                | Investor poll | 57.4 | 20.7 | 11.5 | N/A    | N/A      |
| IRR                   | 18 Apr 2019 – 25 Apr 2019 | 2,375         | 49.5 | 21.3 | 14.9 | 9.3    | 0.9      |
| Ipsos                 | 22 Mar 2019 – 17 Apr 2019 | 3,600         | 56.9 | 15.2 | 9.5  | 5.9    | 12.5     |
| Ipsos                 | 1 Feb 2019 – 4 Mar 2019   | 3,511         | 61   | 18   | 10   | 11     | 0        |
| IRR                   | 12 Feb 2019 – 26 Feb 2019 | 1,611         | 54.7 | 21.8 | 12.2 | 8.8    | 2.5      |
| Afric                 | 29 Jan 2019 – 8 Feb 2019  | 1,501         | 58.1 | 9.8  | 16.7 | 3.5    | 11.9     |
| Ipsos                 | 23 Oct 2018 – 4 Dec 2018  | 3,571         | 61   | 14   | 9    | 4      | 12       |
| IRR                   | 26 Nov – 4 Dec 2018       | 1,017         | 56   | 18   | 11   | 14     | 1        |
| Afrobarometer         | Aug—Sep 2018              | 1,800         | 48   | 11   | 11   | 3      | 27       |
| IRR                   | 22 Aug – 4 Sep 2018       | 978           | 52   | 23   | 13   | 10     | 2        |
|                       | 20 Apr – 7 Jun 2018       | 3,738         | 60   | 13   | 7    | 2      | 18       |
| Ipsos                 | May 2017                  | 3,471         | 47   | 21   | 5    | 3      | 24       |
| 2014 election results | 7 May 2014                | N/A           | 62.2 | 22.2 | 6.4  | 5.3    | N/A      |

## Resultados

#### Assembleia Nacional

Assentos na Assembleia Nacional conquistados por província

| Partido                            | Votos      | %     | +/-   | Assentos |
| ---------------------------------- | ---------- | ----- | ----- | -------- |
| Congresso Nacional Africano        | 10.026.475 | 57,50 | –4,65 | 230      |
| Aliança Democrática                | 3.622.531  | 20,77 | –1,36 | 84       |
| Combatentes da Liberdade Econômica | 1.882.480  | 10,80 | +4,45 | 44       |
| Partido da Liberdade Inkatha       | 588.839    | 3,38  | +0,98 | 14       |
| Frente de Liberdade Plus           | 414.864    | 2,38  | +1,48 | 10       |
| Outros                             | 905.379    | 5,19  | -     | 18       |

## Consequências

### liderança partidária
O Congresso Nacional Africano (ANC) anunciou seus candidatos à liderança parlamentar em 20 de maio de 2019. O partido anunciou que a presidente cessante do Conselho Nacional das Províncias, Thandi Modise, sucederia a Baleka Mbete como Presidente da Assembleia Nacional. Amos Masondo foi nomeado o novo Presidente do Conselho Nacional das Províncias. A controversa política do ANC, Nomvula Mokonyane, foi nomeada candidata do partido ao cargo de presidente dos comitês, mas retirou seu nome antes da primeira sessão da nova Assembleia Nacional. O presidente cessante da Assembleia Nacional, Baleka Mbete, e o ex-parlamentar do ANC, Malusi Gigaba, recusaram seus assentos.
Após as eleições, especulou-se que a Aliança Democrática (DA) demitiria seu líder, Mmusi Maimane, devido ao declínio do partido nas pesquisas. Quando questionado sobre as especulações, o presidente do Conselho Federal do DA, James Selfe, disse que "isso caberá ao partido decidir". Na semana seguinte, o presidente federal do partido, Athol Trollip, após consultar os membros do Executivo Federal, anunciou que Maimane poderia permanecer na liderança até o próximo Congresso Federal do DA. Maimane renunciou ao partido em 24 de outubro de 2019. John Steenhuisen foi eleito seu sucessor interino em 17 de novembro de 2019. O membro sênior do Freedom Front Plus, Philip van Staden, afirmou que seu partido se beneficiou consideravelmente na eleição devido às posições de Maimane sobre raça e identidade étnica, resultando na alienação de muitos eleitores brancos.
Há rumores de que o Congresso do Povo (COPE), que teve uma exibição desanimadora e recusou ainda mais nesta eleição, planejava uma moção de censura em seu líder, Mosiuoa Lekota, para efetivamente demiti-lo por causa da parceria do partido com o controverso AfriForum. O partido rapidamente descartou as reivindicações, afirmando que tem total confiança em seu líder.
O Inkatha Freedom Party (IFP) realizou sua conferência eletiva em agosto de 2019 para eleger um novo líder pela primeira vez em sua história, quando o chefe Mangosuthu Buthelezi renunciou após 44 anos no comando. A conferência elegeu o ex-prefeito e atual líder da oposição no Legislativo de KwaZulu-Natal, Velenkosini Hlabisa, como seu sucessor.

### Tomada de posse de deputados
A Assembleia Nacional e todas as nove legislaturas provinciais se reuniram novamente em 22 de maio de 2019, enquanto o Conselho Nacional de Províncias se reuniu novamente no dia seguinte, 23 de maio de 2019.
Em 22 de maio de 2019, a Assembleia Nacional voltou a se reunir, o Chefe de Justiça Mogoeng presidiu a tomada de posse dos deputados e a eleição do Presidente da Assembleia Nacional. O ex-presidente do NCOP Thandi Modise do Congresso Nacional Africano (ANC) foi eleito presidente. Modise derrotou o candidato da Aliança Democrática, Richard Majola, por uma margem de 250 votos contra apenas 83 votos para Majola. Modise presidiu a eleição do vice-presidente. O vice-presidente em exercício, Solomon Lechesa Tsenoli, do ANC, foi reeleito sem oposição. O Chefe de Justiça então presidiu a eleição do Presidente. O atual presidente Cyril Ramaphosa do ANC foi reeleito sem oposição. Após a eleição, Ramaphosa deixou imediatamente de ser membro do Parlamento.
A primeira sessão do Conselho Nacional de Províncias foi realizada em 23 de maio de 2019. Os delegados permanentes foram empossados e um presidente, vice-presidente, presidentes da Câmara e chefe da bancada foram eleitos. O ex-prefeito de Joanesburgo, Amos Masondo, foi eleito presidente do Conselho Nacional de Províncias, enquanto a ex-primeira-ministra do Cabo Setentrional, Sylvia Lucas, foi eleita vice-presidente. O líder do ANC, Seiso Mohai, foi reeleito.

### Termo de posse presidencial e formação do governo
A inauguração presidencial oficial ocorreu em 25 de maio de 2019. O presidente da Suprema Corte, Mogoeng Mogoeng, empossou o presidente eleito Cyril Ramaphosa para seu mandato completo como presidente executivo. A inauguração foi a primeira a ser realizada no Loftus Versfeld Stadium, em Pretória, e não no Union Buildings. O Union Buildings foi o local oficial da posse presidencial desde que o primeiro presidente democraticamente eleito do país, Nelson Mandela, prestou juramento em 1994.
Pouco depois, em 29 de maio de 2019, Ramaphosa anunciou seu novo gabinete. O gabinete reestruturado foi reduzido de 36 para apenas 28 ministérios e inclui a antiga Gauteng Finance MEC Barbara Creecy, a líder do Good Party Patricia de Lille e a ex-prefeita de Johannesburg Parks Tau. Catorze ministros não foram reconduzidos a este gabinete. Os ministros cessantes notáveis incluíram Jeff Radebe, Bathabile Dlamini, Nomaindia Mfeketo e Tokozile Xasa. Os novos ministros nomeados foram oficialmente empossados em 30 de maio de 2019. Nos dias seguintes, vários ex-ministros renunciaram a seus cargos na Assembleia Nacional.